# Prigoria
Prigoria is een Roemeense gemeente in het district Gorj.
Prigoria telt 3467 inwoners.